# Danny Makkelie

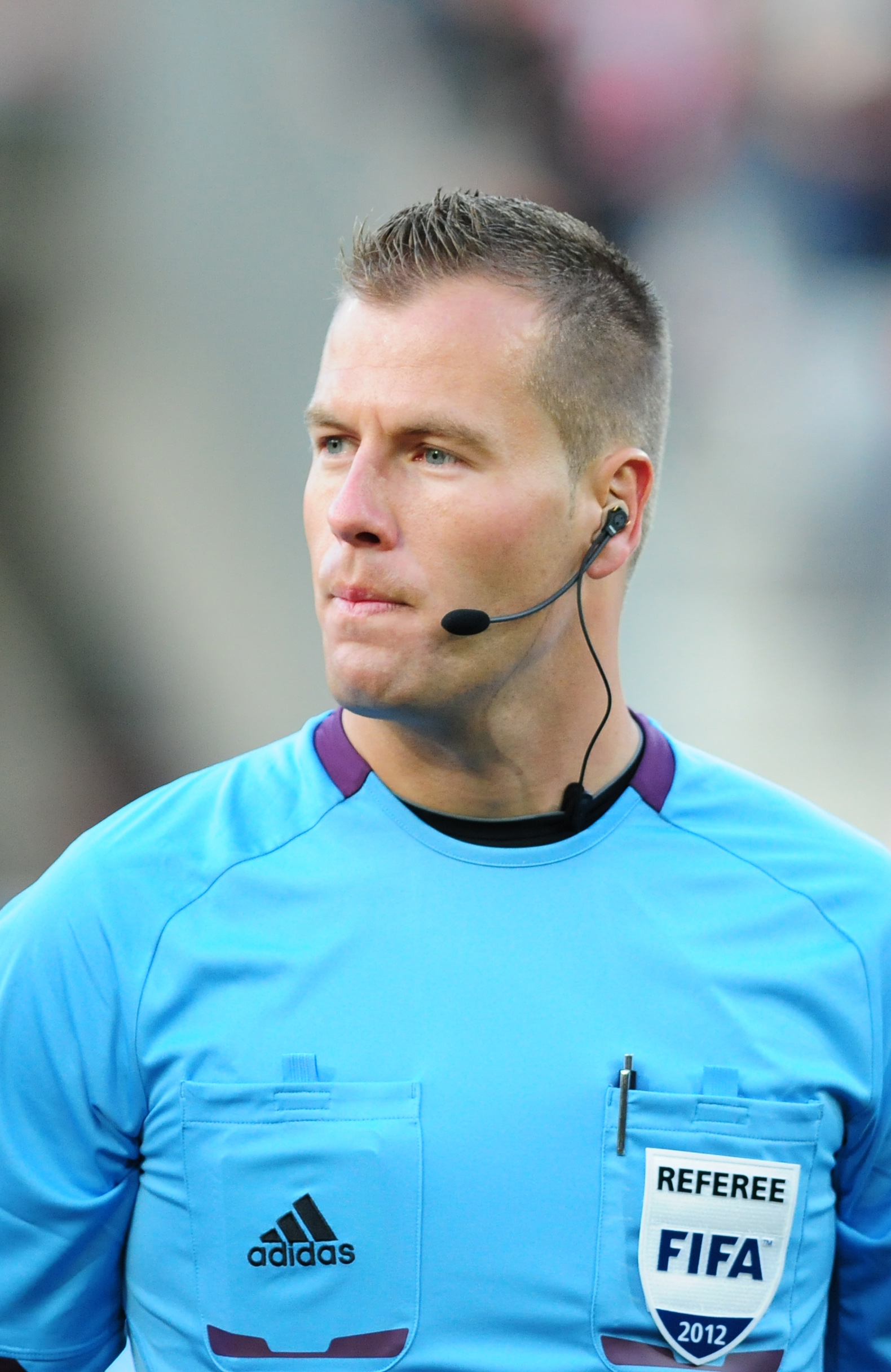
Danny Makkelie beim Länderspiel Österreich gegen Rumänien 2012

Danny Desmond Makkelie (* 28. Januar 1983 in Willemstad, Curaçao) ist ein niederländischer Fußballschiedsrichter.

## Werdegang
Der in Dordrecht, Niederlande lebende Danny Makkelie ist seit 2009 in der Eredivisie als Schiedsrichter aktiv, seit 2010 auch als Hauptamtlicher. Neben seiner Tätigkeit als Schiedsrichter ist er Polizist bei der niederländischen Polizei. Seit 2011 ist er FIFA-Schiedsrichter.
Ende April 2018 wurde Makkelie von der FIFA als einer von 13 Video-Assistenten für die Fußball-Weltmeisterschaft 2018 in Russland berufen. Ein Jahr später fungierte er auch bei der Frauen-Weltmeisterschaft 2019 in Frankreich als Video-Assistent.
Im August 2020 wurde er mit seinen Assistenten Mario Diks und Hessel Steegstra mit der Leitung des Europa-League-Finales 2019/20 zwischen dem FC Sevilla und Inter Mailand (3:2) in Köln betraut.
Für die 2021 stattfindende Fußball-Europameisterschaft wurde er seitens der UEFA als einer von 19 Hauptschiedsrichtern nominiert. Er leitete das Eröffnungsspiel am 11. Juni 2021 zwischen der Türkei und Italien, sowie drei weitere Partien, darunter das Achtelfinalaus der deutschen Elf gegen England – zugleich das letzte Länderspiel der Ära Löw.
Für die Fußball-Weltmeisterschaft 2022 in Katar berief ihn die FIFA als einen von 36 Hauptschiedsrichtern, als Assistenten begleiteten ihn wie bereits bei der EM 2021 Hessel Steegstra und Jan de Vries. Makkelie kam zu zwei Spielleitungen in der Gruppenphase, darunter mit der Partie gegen Spanien am 2. Vorrundenspieltag erneut eine Partie der deutschen Nationalmannschaft. Für die Spiele der K.-o.-Runde wurde er mit seinem Gespann durch die FIFA nicht mehr berücksichtigt.
2024 wurde Makkelie mit seinen beiden Assistenten Steegstra und de Vries erneut für die Europameisterschaft nominiert, bei der das Gespann in zwei Gruppenspielen zum Einsatz kam.

## Einsätze bei Turnieren

### Fußball-Europameisterschaft 2021
| Phase        | Datum         | Spielort         | Heimmannschaft | Gastmannschaft | Ergebnis             |
| ------------ | ------------- | ---------------- | -------------- | -------------- | -------------------- |
| Gruppenphase | 11. Juni 2021 | Rom              | Türkei         | Italien        | 0:3 (0:0)            |
| Gruppenphase | 16. Juni 2021 | Sankt Petersburg | Finnland       | Russland       | 0:1 (0:1)            |
| Achtelfinale | 29. Juni 2021 | London           | England        | Deutschland    | 2:0 (0:0)            |
| Halbfinale   | 7. Juli 2021  | London           | England        | Dänemark       | 2:1 n. V. (1:1, 1:1) |

### Fußball-Weltmeisterschaft 2022
| Phase        | Datum         | Spielort | Heimmannschaft | Gastmannschaft | Ergebnis  |
| ------------ | ------------- | -------- | -------------- | -------------- | --------- |
| Gruppenphase | 27. Nov. 2022 | al-Chaur | Spanien        | Deutschland    | 1:1 (0:0) |
| Gruppenphase | 30. Nov. 2022 | Doha     | Polen          | Argentinien    | 0:2 (0:0) |

### Fußball-Europameisterschaft 2024
| Phase        | Datum         | Spielort  | Heimmannschaft | Gastmannschaft | Ergebnis  |
| ------------ | ------------- | --------- | -------------- | -------------- | --------- |
| Gruppenphase | 19. Juni 2024 | Stuttgart | Deutschland    | Ungarn         | 2:0 (1:0) |
| Gruppenphase | 24. Juni 2024 | Leipzig   | Kroatien       | Italien        | 1:1 (0:0) |